# Chironomus utahensis
Chironomus utahensis är en tvåvingeart som beskrevs av Malloch 1915. Chironomus utahensis ingår i släktet Chironomus och familjen fjädermyggor. Inga underarter finns listade i Catalogue of Life.